# Мононобэ (род)
Род Мононобэ (яп. 物部 氏 Мононобэ-удзи) — один из древнейших японских родов, существовавший уже в период Ямато.
Происхождение рода Мононобэ считалось божественным. Согласно преданию, когда легендарный японский император Дзимму завоевал регион Кинки на юге Хонсю, роды Мононобэ и Нагасунэхико уже проживали там. Тогда Мононобэ поддержали императора, что помогло главе рода получить важнейший пост главнокомандующего и занять важное положение при дворе. Другая легенда утверждает, что клан происходит от принца Инисики, второго сына 11-го японского императора Суйнина. 
В конце VI столетия между родом Мононобэ и влиятельным кланом Сога вспыхнула вражда, переросшая в вооружённый конфликт. Причиной его было неприятие кланом Мононобэ буддизма, вводимого в Японии родом Сога. В 587 году Мононобэ-но Мория поддержал претензии на престол принца Анахобэ, но был разгромлен и убит в сражении с Сога-но Умако. После этого Мононобэ утратили своё былое влияние в Японии.
В период Нара из рода Мононобэ выделился клан Исоноками.
Клан Мононобэ был родом-покровителем синтоистского святилища Исоноками-дзингу.